# Перестріч зеленоколосий
{{#ifeq:0|0|{{#if:Melampyrum chlorostachyum|{{#if:|[[]}}|[[]]}}}}
Перестріч зеленоколосий (Melampyrum chlorostachyum) — вид квіткових рослин родини вовчкових (Orobanchaceae).

## Біоморфологічна характеристика
Це напівпаразитичний однорічник.

## Поширення
Україна, Північний Кавказ, Південний Кавказ.